# Limes Sorabicus
Il Limes Sorabicus, noto anche come Sorbenmark, ovvero Marca dei Sorbi, era una circoscrizione di confine, ovvero una marca, situata nei pressi del confine orientale del Regno franco. La marca sorgeva su un territorio che era appartenuto al regno dei Turingi, il quale fu conquistato dai franchi verso la fine del VI secolo, pertanto le fonti talvolta si riferiscono al Limes Sorabicus usando anche il termine Marca Thuringorum, ovvero Marca dei Turingi.

## Antefatto storico
All'incirca nello stesso territorio in cui venne istituita la marca dei Sorbi, già nel VII secolo era stata costituita una marca di frontiera. Infatti, nel 632, dopo che le sue truppe ebbero sconfitto quelle della confederazione slava di Samo nella battaglia di Wogastisburg, il re merovingio d'Austrasia Dagoberto I nominò un nobiluomo locale chiamato Radulfo duca (dux) della marca di frontiera di Turingia. Radulfo fu in grado di rendere sicuro il confine franco sul fiume Saale dalle incursioni save. Ad ogni modo, secondo la Cronaca di Fredegario, nel 641/2 le sue vittorie "gli diedero alla testa" ed egli si alleò con Samo e si ribellò al successore di Dagoberto, re Sigeberto III, al punto da autoproclamarsi re (rex) di Turingia. Una spedizione punitiva guidata dal Maggiordomo di Palazzo franco Grimoaldo fallì e Radulfo fu in grado di mantenere la propria posizione semi-autonoma. A Radulfo successero Hedan I, poi Gosberto e infine Hedan II, il quale supportò l'attività missionaria nel territorio da lui governato, ma perse il controllo della Turingia dopo l'ascesa dei Pipinidi all'inizio dell'VIII secolo. Un conflitto con Carlo Martello attorno al 717–19 pose del tutto fine alla sua autonomia.

## Storia
La popolazione dei Sorbi, citata solamente in quattro punti degli Annali di Fulda, che nella tarda metà del IX secolo erano stati sottomessi e alla fine del medesimo secolo avevano perduto tutto il loro peso politico. Pertanto, il loro territorio venne costituito in marca, posto sotto il controllo di comandanti militari, i quali portavano il titolo militare di dux o titoli civili di comes o marchio. Inoltre, a fianco all'espressione dux Sorabici limitis, s'incontra spesso l'espressione dux Thuringorum per indicare i medesimi personaggi storici. Tra i principali margravi dei Sorbi vanno ricordati Taculfo,  Radulfo III, Poppone II ed Egino. In particolare, gli ultimi due appartenevano con certezza alla stirpe dei Popponi. 

## Collocazione geografica

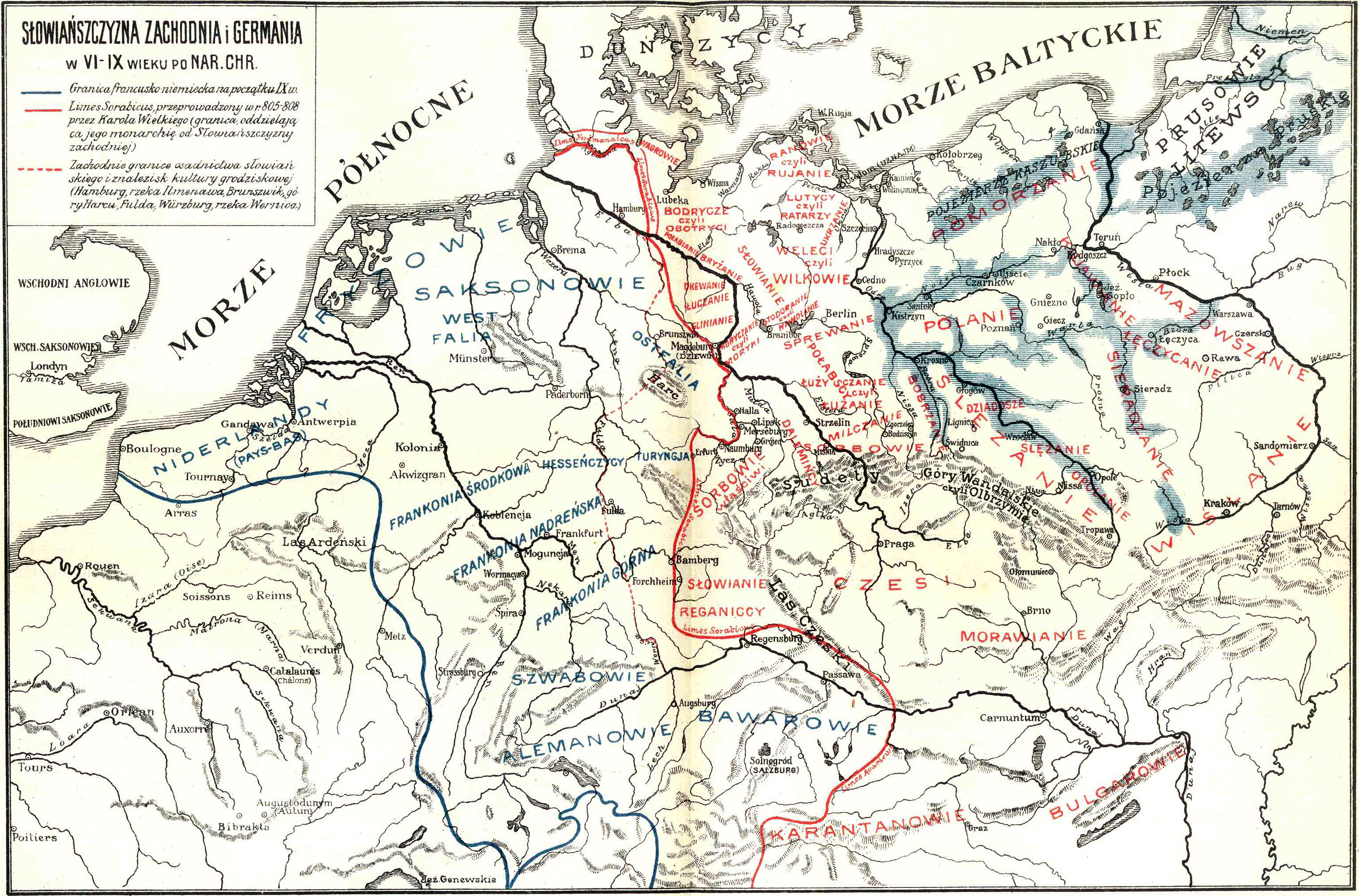
Il Limes Sorabicus è delimitato dalla linea rossa

La vera e propria estensione della Marca dei Sorbi non viene citata nelle fonti e perciò nelle ricerche non è mai molto ben circoscritta. Particolare significato ha, a questo proposito, l'informazione che Eginardo ci dà, nella biografia scritta verso l'830 su Carlomagno, Vita Karoli, che la Saale segnava il confine fra i Turingi ed i Sorbi, già sottomessi dal padre del re («…ac Salam fluvium, qui Thuringos et Sorabos dividit.»). Già nell'805 Erfurt, sito piuttosto più in là, ad ovest, era definita dal Capitolare di Diedenhofen località doganale dei franchi per i commerci con gli slavi.
Corrispondentemente alcuni archeologi e storici come Hansjürgen Brachmann localizzarono questa Marca dei Sorbi ad ovest della Saale. Entrambe le citazioni risalgono però ad un periodo più antico della prima denominazione del Limes Sorabicus e potrebbero così non essere ad esso direttamente collegate. Inoltre un confine teorico non deve essere identico a quello politico-militare, soprattutto non è nota, oltre ad Erfurt, alcun'altra piazza commerciale comparabile nel territorio ad ovest del fiume Gera.
La maggior parte dei ricercatori (fra gli altri, Rudolf Kötzschke ed Hermann Aubin) partì o parte al contrario dal presupposto di un territorio del Limes Sorabicus alla destra della Saale. Walter Schlesinger scrisse in proposito nel 1963: «Deve essersi trattato del territorio ad est della Saale, qualcosa fino all'Elster Bianco e la Pleiße, forse persino qua e là spingendosi fino alla Mulde, una delle ricche zone blandamente annesse, che aveva un solido appoggio nell'hinterland della Turingia e che forse era difesa da singoli avamposti fortificati.» 
Recentemente la ricerca si è orientata al nuovamente rafforzato problema del confine. Matthias Hardt suppone che ai tempi di Carlomagno si fosse pensato all'Elba ed alla Saale come un anticamente predisposto modello di confine fluviale del regno, che però nel procedere degli anni del IX secolo era diventato una struttura di confine organizzata con città fortificate e muraglie sul modello del Limes romano, corrispondente anche a quello che si può vedere nello sviluppo del Limes Saxoniae. 
La domanda se la Marca dei Sorbi comprendesse entrambe le rive della Saale o se questa si estendesse solo ad est o solo ad ovest del corso del fiume, può tuttavia non avere una risposta univoca. La maggior parte delle installazioni fortificate prese in considerazione dalla bibliografia in materia di studi regionali per il Limes Sorabicus, sono state erette nell'Alto Medioevo. Forse sorsero rocche del primo medioevo, come le installazioni del cosiddetto Hersfelder Zehntverzeichnis, quali il Castello di Seeburg nell'Hassegau, la rocca di Schraplau e quella di Querfurt e le consimili rocche nel corso mediano della Saale sulle alture di Johannisberg bei Jena-Lobeda e di Alten Gleisberg bei Bürgel, contemporaneamente ed in relazione alla fortificazione del Limes Sorabicus. 
In generale si deve stabilire, che si tratta quasi sempre, sia nell'alto sia nel basso medioevo, di una più o meno ampia cintura di zone prive d'insediamenti, come confine, e non di una linea fortificata come si intende ai nostri tempi in materia di confini. Attraverso il territorio del fiume Orla presso Saalfeld/Saale passò l'influenza dei Franchi, che si è dimostrato essersi spinta molto ad est oltre la Saale. Anche per la valle mediana della Saale, intorno a Jena, si deve presupporre che da entrambe le rive del fiume si fossero installate unità di insediamento e spazi economici con la Saale quale importante mezzo di trasporto e collegamento, cosicché la demarcazione dei confini della Marca va ricercata nell'ampliarsi delle valli a destra della Saale. 
Nella zona settentrionale di collegamento della bassa Saale, al massimo da Weißenfels fino alla foce del fiume, mancano per contro confini naturali del tipo di grandi zone boscose. Forse qui il fiume assolse, almeno dalla fine dell'VIII secolo e nella prima metà del IX, alla funzione di un confine. Intanto però ebbe probabilmente luogo un graduale allargamento del potere e della zona d'influenza del regno orientale dei franchi, ancor prima del 928, fino alla Mulde e fino a poco prima della zona d'insediamento dei Daleminzi.